# Orbeli (wieś)
Orbeli (gruz. ორბელი) – wieś w Gruzji, w regionie Racza-Leczchumi i Dolna Swanetia, w gminie Cageri. W 2014 roku liczyła 705 mieszkańców.